# Steve Horvat
Steven Steve Horvat (ur. 14 marca 1971 w Geelong) – australijski piłkarz występujący w czasie swojej kariery na pozycji obrońcy.

## Kariera klubowa
Horvat seniorską karierę rozpoczynał w 1989 roku w klubie Melbourne Croatia. W 1991 oraz w 1992 roku wywalczył z nim wicemistrzostwo NSL. W 1992 roku odszedł także do North Geelong Warriors. W tym samym roku zdobył z nim mistrzostwo Victorian Premier League.
W 1993 roku przeszedł z kolei do Melbourne Knight. W 1994 roku wywalczył z zespołem wicemistrzostwo NSL, a w 1995 roku zdobył z nim mistrzostwo tych rozgrywek. Otrzymał także nagrodę Joe Marston Medal. W tym samym roku podpisał kontrakt z chorwackim Hajdukiem Split. W latach 1996–1998 trzykrotnie wywalczył z nim wicemistrzostwo Chorwacji.
W 1998 roku Horvat przeszedł do angielskiego Crystal Palace z Division One. Spędził tam rok, jednak w tym czasie w barwach Crystal Palace nie rozegrał żadnego spotkania. W 1999 roku wrócił do Australii, gdzie został graczem klubu Carlton SC. Na początku 2001 roku ponownie trafił zaś do Melbourne Knights. W 2003 roku zakończył karierę.

## Kariera reprezentacyjna
W reprezentacji Australii Horvat zadebiutował 12 czerwca 1994 roku w wygranym 1:0 towarzyskim pojedynku z RPA.
W 1997 roku został powołany do kadry na Puchar Konfederacji. Zagrał na nim w meczach z Meksykiem (3:1), Brazylią (0:0), Arabią Saudyjską (0:0) oraz w finale z Brazylią (0:6). Tamten turniej Australia zakończyła na 2. miejscu.
W 2000 roku Horvat znalazł się w drużynie na Puchar Narodów Oceanii, którego zwycięzcą została właśnie Australia. W 2001 roku ponownie wziął udział w Pucharze Konfederacji. Wystąpił na nim tylko w wygranym 1:0 spotkaniu o 3. miejsce w turnieju z Brazylią.
W 2002 roku po raz drugi w karierze znalazł się w kadrze na Puchar Narodów Oceanii. 8 lipca 2002 roku w wygranym 11:0 meczu tego turnieju z Nową Kaledonią strzelił swojego jedynego gola w drużynie narodowej. Na tamtym turnieju Australia zajęła 2. miejsce.
W latach 1994–2002 w drużynie narodowej Horvat rozegrał w sumie 30 spotkań i zdobył 1 bramkę.